# پارک ملی هلوتن‌یروی
پارک ملی هلوتن‌یروی (فنلاندی: Helvetinjärven kansallispuisto، به معنای واقعی کلمه "پارک ملی دریاچه جهنم") یک پارک ملی در منطقه پیرکانما در فنلاند است. این پارک در شهر روئووِسی واقع شده و ۴۹٫۸ کیلومتر مربع (۱۹٫۲ مایل مربع) وسعت دارد. این پارک در سال ۱۹۸۲ تأسیس شد و توسط متسه‌هالیتوس اداره می‌شود.
این پارک نمایانگر جنگل‌های وحشی منطقه تاواستیا (استان تاریخی) است. این منطقه شامل دره‌های عمیق و مناظر ناهمواری است که توسط گسل‌هایی که از میان سنگ بستر عبور می‌کنند، تشکیل شده‌اند. چشمگیرترین جاذبه شکاف هلوتینکولو در انتهای جنوب شرقی دریاچه هلوتن‌یروی است.